# Torneo de Bastad 2024
El Nordea Open 2024 fue un torneo de tenis perteneciente al ATP Tour 2024 y a la WTA 125K serie 2024 en la categoría ATP Tour 250 y WTA 125s. El torneo tuvo lugar en la ciudad de Bastad (Suecia), desde el 15 hasta el 21 de julio de 2024 para los hombres y del 8 hasta el 13 de julio de 2024 para las mujeres sobre tierra batida.

## Distribución de puntos
| Modalidad            | Campeón | Finalista | Semifinales | Cuartos de final | 2ª ronda | 1ª ronda | Clasificados | 2ª ronda de clasificación | 1ª ronda de clasificación |
| Individual masculino | 250     | 165       | 100         | 50               | 25       | 0        | 13           | 7                         | 0                         |
| Dobles masculino     | 250     | 150       | 90          | 45               | 20       | 0        | -            | -                         | -                         |

## Cabezas de serie

### Individuales masculino
| Tenista           | Ranking | Preclasificados |
| Andrey Rublev     | 7       | 1               |
| Casper Ruud       | 8       | 2               |
| Tallon Griekspoor | 27      | 3               |
| Mariano Navone    | 32      | 4               |
| Cameron Norrie    | 42      | 5               |
| Roman Safiullin   | 44      | 6               |
| Nuno Borges       | 50      | 7               |
| Pavel Kotov       | 53      | 8               |

- Ranking del 1 de julio de 2024.[3]

### Dobles masculino
| Tenista                                   | Ranking | Preclasificado |
| Gonzalo Escobar Aleksandr Nedovyesov      | 95      | 2              |
| Guido Andreozzi Miguel Ángel Reyes Varela | 142     | 2              |
| Orlando Luz Rafael Matos                  | 154     | 3              |
| Fernando Romboli Marcelo Zormann          | 188     | 4              |

### Individuales femenino
| Tenista            | Ranking | Preclasificada |
| Diane Parry        | 53      | 1              |
| Jaqueline Cristian | 62      | 2              |
| Tamara Korpatsch   | 73      | 3              |
| Anna Schmiedlová   | 74      | 4              |
| Taylor Townsend    | 76      | 5              |
| María Carlé        | 87      | 6              |
| Martina Trevisan   | 89      | 7              |
| Renata Zarazúa     | 98      | 8              |

- Ranking del 1 de julio de 2024.

### Dobles femenino
| Tenista                            | Ranking | Preclasificadas |
| Amina Anshba Anastasia Dețiuc      | 152     | 1               |
| Sabrina Santamaria Renata Zarazúa  | 250     | 2               |
| Quinn Gleason Yuliia Starodubtseva | 276     | 3               |
| Peangtarn Plipuech Tsao Chia-yi    | 282     | 4               |

## Campeones

### Individual masculino
Nuno Borges venció a  Rafael Nadal por 6-3, 6-2

### Individual femenino
Martina Trevisan venció a  Ann Li por 6-2, 6-2

### Dobles masculino
Orlando Luz /  Rafael Matos vencieron a  Manuel Guinard /  Grégoire Jacq por 7-5, 6-4

### Dobles femenino
Peangtarn Plipuech /  Tsao Chia-yi vencieron a  María Carlé /  Julia Riera por 7-5, 6-3